# 세바스티안 슐레머
세바스티안 슐레머(Sebastian Schlemmer, 1978년 11월 6일 ~ )는 독일의 배우이다.